# Pariato da Escócia
O Pariato da Escócia é a divisão do pariato britânico para aqueles pares do reino criados no Reino da Escócia antes 1707, quando o Tratado de União estabeleceu que o Reino da Escócia e o Reino da Inglaterra fossem combinados a fim de criar o Reino da Grã-Bretanha, surgindo então o Pariato da Grã-Bretanha. 
Depois da União, os velhos pares do reino escoceses elegeram 16 pares do reino representantes, que entrariam para a Câmara dos Lordes. Em 1963, permitiu-se que todos os pares do reino escoceses tivessem um lugar na câmara, um direito que foi perdido juntamente com todos os outros pares hereditários do reino, em 1999. Diferentemente da maioria dos outros títulos de pariato, muitos títulos escoceses podem ser herdados através da linha feminina, isto é, pela filha mais velha, evitando que tais títulos caiam em latência.
As séries do Pariato da Escócia são: Duque, Marquês, Conde, Visconde e Lorde do Parlamento. Os viscondes escoceses são os únicos de outros pariatos que usam "de" em seus títulos; por exemplo, Visconde de Oxford. Apesar disso ser uma forma teórica, muitos viscondes evitam seu uso. Pares do reino escoceses têm o direito de ocuparem um lugar no Parlamento da Escócia. Barões escoceses estão abaixo de Lordes do Parlamento e, mesmo nobres, não são convencionalmente considerados títulos de pariato.
Na tabela seguinte de pares do reino escoceses, títulos mais altos ou equáveis em outros pariatos estão listados. Se um par de reino escocês detém um título inferior no Pariato da Inglaterra, da Grã-Bretanha ou do Reino Unido e, por isso, tomou parte (ou, no caso de membros que receberam títulos que não podem ser herdados, toma parte) em virtude de tal pariato da Câmara dos Lordes, tal título inferior será listado. Um possuidor de múltiplos pariatos escoceses está listado apenas por seu título mais superior. 

## Duques no Pariato da Escócia
| Título                           | Criação    | Outros títulos                                                                |
| -------------------------------- | ---------- | ----------------------------------------------------------------------------- |
| Duque de Rothesay                | 1398       | Duque da Cornualha no Pariato da Inglaterra.                                  |
| Duque de Hamilton                | 1643       | Duque de Brandon no Pariato da Grã-Bretanha.                                  |
| Duque de Buccleuch e Queensberry | 1663; 1684 | Conde de Doncaster no Pariato da Inglaterra.                                  |
| Duque de Lennox                  | 1581       | Duque de Richmond no Pariato da Inglaterra; Duque de Gordon no Pariato do RU. |
| Duque de Argyll                  | 1701       | Duque de Argyll no Pariato do RU.                                             |
| Duque de Atholl                  | 1703       | Lorde Percy no Pariato da Grã-Bretanha.                                       |
| Duque de Montrose                | 1707       | Conde de Graham no Pariato da Grã-Bretanha.                                   |
| Duque de Roxburghe               | 1707       | Conde Innes no Pariato do RU.                                                 |

## Marqueses no Pariato da Escócia
| Título                 | Criação | Outros títulos                              |
| ---------------------- | ------- | ------------------------------------------- |
| Marquês de Huntly      | 1599    | Lorde Meldrum de Morvern no Pariato do RU.  |
| Marquês de Queensberry | 1682    |                                             |
| Marquês de Tweeddale   | 1694    | Lorde Tweeddale de Yester no Pariato do RU. |
| Marquês de Lothian     | 1701    | Lorde Ker de Kersehugh no Pariato do RU.    |

## Condes e Condessas no Pariato da Escócia
| Título                          | Criação    | Outros títulos                                                                           |
| ------------------------------- | ---------- | ---------------------------------------------------------------------------------------- |
| Conde de Crawford e Balcarres   | 1398; 1651 | Lorde Wigan de Haig Hall no Pariato do RU.                                               |
| Conde de Erroll                 | 1452       |                                                                                          |
| Condessa de Mar                 | 1404       |                                                                                          |
| Condessa de Sutherland          | 1230       |                                                                                          |
| Conde de Rothes                 | 1457       |                                                                                          |
| Conde de Morton                 | 1458       |                                                                                          |
| Conde de Buchan                 | 1469       | Lorde Erskine de Restormel Castle no Pariato do RU.                                      |
| Conde de Eglinton               | 1507       | Conde de Winton no Pariato do RU.                                                        |
| Conde de Cassilis               | 1509       | Marquês de Ailsa no Pariato do RU.                                                       |
| Conde de Caithness              | 1455       |                                                                                          |
| Conde de Mar e Kellie           | 1565; 1619 | Lorde Erskine de Alloa Tower (vitalício no Pariato do RU).                               |
| Conde de Moray                  | 1562       | Lorde Stuart de Castle Stuart no Pariato do RU.                                          |
| Conde de Home                   | 1605       | Lorde Douglas no Pariato do RU.                                                          |
| Conde de Perth                  | 1605       |                                                                                          |
| Conde de Abercorn               | 1606       | Duque de Abercorn no Pariato da Irlanda; Marquês de Abercorn no Pariato da Grã-Bretanha. |
| Conde de Strathmore e Kinghorne | 1606       | Conde de Strathmore e Kinghorne no Pariato do RU.                                        |
| Conde de Haddington             | 1619       |                                                                                          |
| Conde de Galloway               | 1623       | Lorde Stewart de Garlies no Pariato do RU.                                               |
| Conde de Lauderdale             | 1624       |                                                                                          |
| Conde de Lindsay                | 1633       |                                                                                          |
| Conde de Loudoun                | 1633       |                                                                                          |
| Conde de Kinnoull               | 1633       | Lorde Hay de Pedwardine no Pariato da Grã-Bretanha.                                      |
| Conde de Dumfries e Bute        | 1633; 1703 | Marquês de Bute no Pariato da Grã-Bretanha.                                              |
| Conde de Elgin e Kincardine     | 1633; 1647 | Lorde Elgin de Elgin no Pariato do RU.                                                   |
| Conde de Southesk               | 1633       | Duque de Fife no Pariato do RU.                                                          |
| Conde de Wemyss e March         | 1633; 1697 | Lorde Wemyss de Wemyss no Pariato do RU.                                                 |
| Conde de Dalhousie              | 1633       | Lorde Ramsay no Pariato do RU.                                                           |
| Conde de Airlie                 | 1639       |                                                                                          |
| Conde de Leven e Melville       | 1641; 1690 |                                                                                          |
| Condessa de Dysart              | 1643       |                                                                                          |
| Conde de Selkirk                | 1646       |                                                                                          |
| Conde de Northesk               | 1647       |                                                                                          |
| Conde de Dundee                 | 1660       |                                                                                          |
| Conde de Newburgh               | 1660       |                                                                                          |
| Conde de Forfar                 | 1661       |                                                                                          |
| Conde de Annandale e Hartfell   | 1662       |                                                                                          |
| Conde de Dundonald              | 1669       |                                                                                          |
| Conde de Kintore                | 1677       | Visconde Stonehaven de Ury no Pariato do RU.                                             |
| Conde de Aberdeen               | 1682       | Marquês de Aberdeen e Temair no Pariato do RU.                                           |
| Conde de Dunmore                | 1686       | Lorde Dunmore no Pariato do RU.                                                          |
| Conde de Orkney                 | 1696       |                                                                                          |
| Conde de Seafield               | 1701       |                                                                                          |
| Conde de Stair                  | 1703       | Lorde Oxenfoord de Cousland no Pariato do RU.                                            |
| Conde de Rosebery               | 1703       | Conde de Midlothian no Pariato do RU.                                                    |
| Conde de Glasgow                | 1703       | Lorde Fairlie no Pariato do RU.                                                          |
| Conde de Hopetoun               | 1703       | Marquês de Linlithgow no Pariato do RU.                                                  |

Conde de Strathearn  é o           Principe William, Conde de Dumbarton é o Principe Harry.

## Viscondes no Pariato da Escócia
| Título                 | Criação | Outros títulos                                 |
| ---------------------- | ------- | ---------------------------------------------- |
| Visconde Falkland      | 1620    |                                                |
| Visconde de Stormont   | 1621    | Conde de Mansfield no Pariato da Grã-Bretanha. |
| Visconde de Arbuthnott | 1641    |                                                |
| Visconde de Oxfuird    | 1651    |                                                |

## Lordes do Parlamento e Ladies no Pariato da Escócia
| Título                      | Criação | Outros títulos                                    |
| --------------------------- | ------- | ------------------------------------------------- |
| Lorde Forbes                | 1442    |                                                   |
| Lorde Gray                  | 1445    |                                                   |
| Lady Saltoun                | 1445    |                                                   |
| Lorde Sinclair              | 1449    |                                                   |
| Lorde Borthwick             | 1452    |                                                   |
| Lorde Cathcart              | 1452    | Conde Cathcart no Pariato do RU.                  |
| Lorde Lovat                 | 1464    | Barão Lovat no Pariato do RU.                     |
| Lorde Sempill               | 1488    |                                                   |
| Lady Herries                | 1490    |                                                   |
| Lorde Elphinstone           | 1510    | Barão Elphinstone no Pariato do RU.               |
| Lorde Torphichen            | 1564    |                                                   |
| Lady Kinloss                | 1602    |                                                   |
| Lorde Colville de Culross   | 1604    | Visconde Colville de Culross no Pariato do RU.    |
| Lorde Balfour de Burleigh   | 1607    |                                                   |
| Lorde Dingwall              | 1609    | Barão Lucas de Crudwell no Pariato da Inglaterra. |
| Lorde Napier de Merchistoun | 1627    | Barão Ettrick no Pariato do RU.                   |
| Lorde Fairfax de Cameron    | 1627    |                                                   |
| Lorde Reay                  | 1628    |                                                   |
| Lorde Forrester             | 1633    | Conde de Verulam no Pariato do RU.                |
| Lorde Elibank               | 1643    |                                                   |
| Lorde Belhaven e Stenton    | 1647    |                                                   |
| Lorde Rollo                 | 1651    | Barão Dunning no Pariato do RU.                   |
| Lorde Ruthven de Freeland   | 1651    | Conde de Carlisle no Pariato da Inglaterra.       |
| Lorde Nairne                | 1681    | Visconde Mersey no Pariato do RU.                 |
| Lorde Polwarth              | 1690    |                                                   |